# Burgruine Havelsburg
Die Burgruine Havelsburg bezeichnet eine abgegangene Höhenburg bei Oberreichenbach im Landkreis Calw in Baden-Württemberg.
Von der ehemaligen, kaum noch sichtbaren, Burganlage ist kaum etwas bekannt, vermutlich wurde sie nach ihrer Zerstörung als Steinbruch für Würzbacher Häuser genutzt. Die Burgstelle über dem Würzbach am oberen Hang kann über den Sportplatz Oberreichenbach von der B 296 her erreicht werden.
Die Heimatforschung vermutet, dass die Havelsburg (vermutl. 12. Jahrhundert), evtl. gab es eine Obere und Untere Havelsburg gegenüber dem Weiler Naislach, der Adelssitz der „Cunisa de Wirspach“ war. Beide Burgen sollen den Zugang von Calmbach nach Würzbach gesichert haben, damit die Ebersteiner oder die Badischen Markgrafen, die Konkurrenten des Grafen von Calw, nicht über das Würzbachtal heraufkommen konnten.